# Mundżak czarny
Mundżak czarny (Muntiacus crinifrons) – ssak z rodziny jeleniowatych, jeden z większych gatunków rodzaju Muntiacus. Gatunek słabo poznany.

## Występowanie i biotop
Południowo-wschodnie Chiny (prowincje Anhui, Fujian, Jiangxi i Zhejiang) i północna Mjanma. Zasiedla górzyste, leśne tereny na wysokości 800–1000 m n.p.m.

## Charakterystyka ogólna
Ubarwienie czarne do ciemnobrązowego. Ogon mundżaka czarnego jest dłuższy niż u pozostałych mundżaków. Samce są terytorialne.
Gatunek roślinożerny – w odróżnieniu od kilku innych przedstawicieli Muntiacus, u mundżaka czarnego nie stwierdzono przypadków zjadania organizmów zwierzęcych. Dorosłe osobniki, poza okresem godowym, prowadzą samotniczy tryb życia. Żyją prawdopodobnie 10–12 lat.
| Podstawowe dane         | Podstawowe dane |
| ----------------------- | --------------- |
| Długość ciała           | 98–113 cm       |
| Wysokość w kłębie       |                 |
| Długość ogona           | ok. 21 cm       |
| Masa ciała              | 21–36 kg        |
| Dojrzałość płciowa      | ok. 1 roku      |
| Ciąża                   | brak danych     |
| Liczba młodych w miocie | 1               |
| Długość życia           | 10–12 lat       |

## Zagrożenia i ochrona
Mundżaki czarne są poławiane dla mięsa i skór. Zostały objęty konwencją waszyngtońską  CITES (załącznik I).
W Czerwonej księdze gatunków zagrożonych Międzynarodowej Unii Ochrony Przyrody i Jej Zasobów zostały zaliczone do kategorii  (vulnerable – narażony na wyginięcie).